# Herman Adriaan van Karnebeek (1903-1989)
Herman Adriaan van Karnebeek (Den Haag, 11 november 1903 – aldaar, 13 juli 1989) was een Nederlands (sport)bestuurder.
Van Karnebeek, die de adellijke titel jonkheer voerde, was lid van de familie Van Karnebeek en een zoon van politicus en diplomaat Herman Adriaan van Karnebeek en Adriana Justina Civile barones Van Wassenaer. Zijn broer Maurits werd burgemeester. Hij huwde op 29 november 1937 in Den Haag met Adriana Johanna Thelma Pauw van Wieldrecht.
Hij studeerde economie aan de Nederlandsche Handels-Hoogeschool in Rotterdam en vertrok in 1928 naar Nederlands-Indië. In juni 1938 werd Van Karnebeek aangesteld als algemeen vertegenwoordiger van de Nederlandsche Koloniale Petroleum Maatschappij (NKPM), sinds 1933 opererend als gezamenlijke onderneming met het Amerikaanse Standard Oil als Standard Vacuum Petroleum Maatschappij. Tijdens de Japanse bezetting van Nederlands-Indië was Van Karnebeek geïnterneerd en wierp zich op als voorzitter van het zogenoemde Centraal Comitee te Jakarta voor kampleidingen rond Jakarta, Buitenzorg en Bandoeng. Na de oorlog was hij bestuurder van de Standard Vacuum Oil Company (STANVAC).
In 1948 was hij teruggekeerd naar Nederland en werd Van Karnebeek door minister-president Louis Beel gepolst voor een ministerpost in een mogelijk kabinet. Willem Drees formeerde echter het Kabinet-Drees-Van Schaik. Van Karnebeek was directeur van Esso Nederland (waar STANVAC in opgegaan was) en vanaf 1961 commissaris. Hij was namens Esso ook commissaris van de Gasunie. In 1963 werd hij voorzitter van de Nederlandse afdeling van de Internationale Kamer van Koophandel.
Op 17 december 1960 werd Van Karnebeek benoemd tot voorzitter van het Nederlands Olympisch Comité (NOC) als opvolger van Charles Pahud de Mortanges. In 1964 werd hij lid van het Internationaal Olympisch Comité (IOC). Van Karnebeek werd in 1970 vice-president van het IOC en legde toen zijn voorzitterschap van het NOC neer. Hij werd opgevolgd door Kees Kerdel en werd benoemd tot erelid van het NOC. In 1975 liep zijn termijn als vice-voorzitter van het IOC af en in 1977 legde hij zijn lidmaatschap van het IOC neer. Hij werd als Nederlands IOC-lid opgevolgd door Kerdel.